# McKinley Township (comté de Polk, Missouri)
McKinley Township est un ancien township, situé dans le comté de Polk, dans le Missouri, aux États-Unis,.
Le township est fondé en 1910 et baptisé en référence à William McKinley, 25e président des États-Unis.

### Source de la traduction
- (en) Cet article est partiellement ou en totalité issu de l’article de Wikipédia en anglais intitulé « McKinley Township, Polk County, Missouri » (voir la liste des auteurs).